# Avlémonas
Avlémonas, en grec moderne : Αβλέμονας ou Αυλέμονας, est un village de l'île de Cythère, en Grèce.
Selon le recensement de 2011, la population du village compte 81 habitants.